# 勝山城博物館

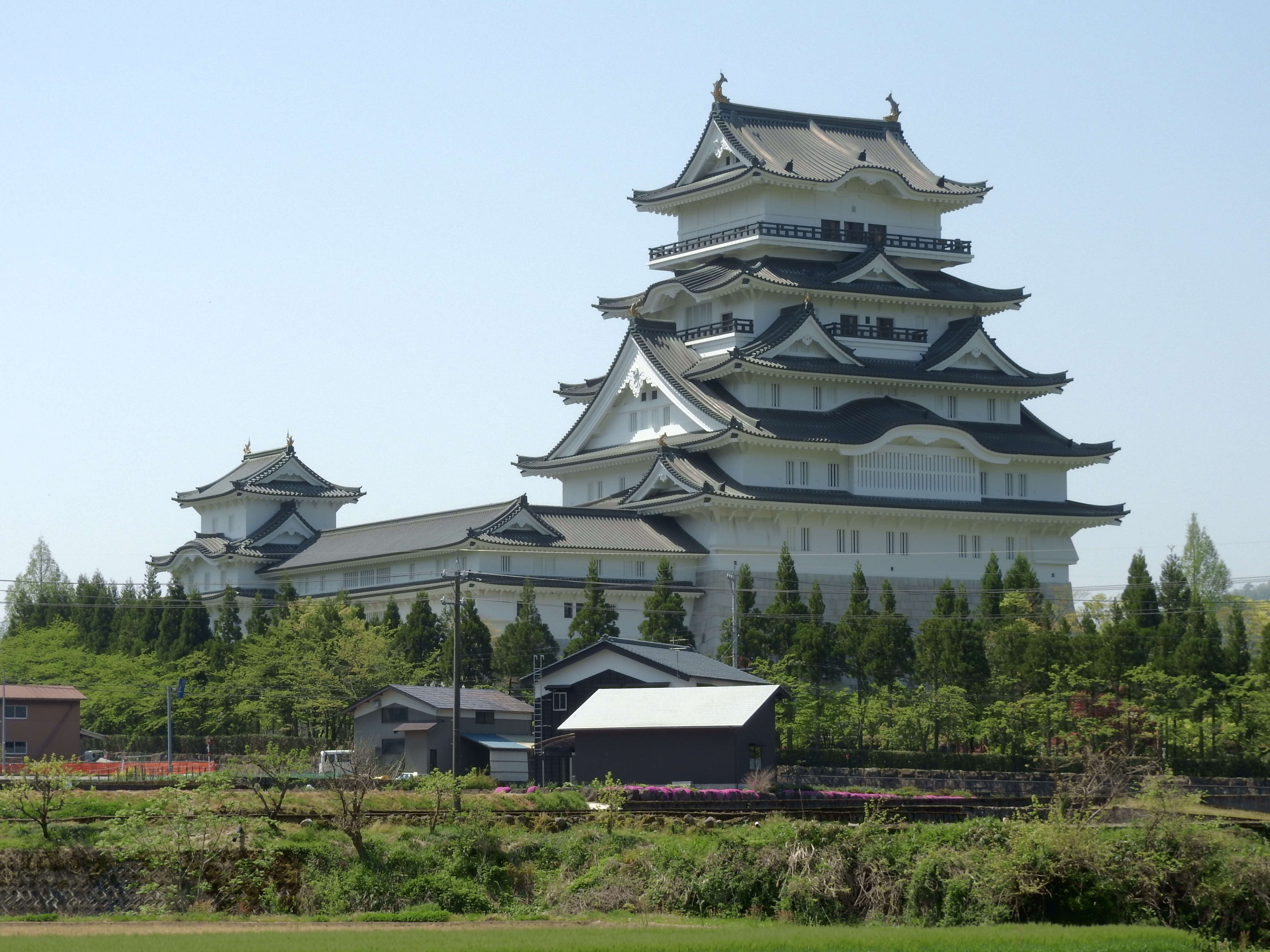
勝山城博物館

勝山城博物館（かつやまじょうはくぶつかん）は、福井県勝山市平泉寺町にある天守風建築物の博物館。天守風の建物の高さは57.8メートルあり、日本一の高さである。姫路城天守に似せたコンクリート製模擬天守であり、二の丸、三の丸、馬出などの曲輪は存在しないが、堀や城門は重厚な造りになっている。石垣には勝山市を流れる九頭竜川と、勝山市から発見される恐竜化石にちなんで9匹の龍が彫り込まれており、通常の城郭建築ではないことを強調している。

## 概要
江戸時代に勝山市域を治めた勝山藩の勝山城には、天守台は存在したものの最後まで天守が造営されることはなく、その城跡も昭和40年代にはほぼ完全に消滅してしまった。博物館はこういった歴史遺産の記憶を留めるための象徴であり、模擬天守としてではなく、あくまで博物館としての側面が強調されている。
勝山出身の実業家、相互タクシーの創業者である多田清の手により建築され、1992年（平成4年）7月19日に開館した。江戸時代の大名武具や染織品、合戦図屏風、清代の中原地域の民間刺繍、日本の近代書などを収集展示している。現在は公益財団法人多田清文化教育記念財団が博物館を運営している。2014年度（平成26年度）からは、市立の博物館施設を持たない勝山市と連携を結び、収蔵庫の共同利用を行うほか、共催展覧会を開催している。
天守風建物の周囲は数千本の植栽がある日本庭園となっている。毎年4月には館内及びこの日本庭園を利用した大規模な茶会が催されている。

## コレクション
- 川中島合戦図屏風
- 賤ヶ岳合戦図屏風
- 中国清代民間刺繍コレクション
- 西脇呉石書画コレクション
- 障壁画「日本の四季」今井俊満作

## 利用情報
- 休館日 - 水曜日、12月21日 - 3月20日
- 開館時間 - 9時30分 - 16時30分（入場は16時まで）

## 交通アクセス
- JR福井駅からえちぜん鉄道勝山永平寺線で勝山駅下車。
- 勝山駅からは勝山市コミュニティバス「ぐるりん」南部方面、勝山市乗合タクシー平泉寺線または平泉寺・猪野瀬予約便、勝山市内観光バス「ダイナゴン」勝山駅-平泉寺ラインで「勝山城博物館」下車。平泉寺・猪野瀬予約便は始発バス停留所出発時刻の2時間前までに運行会社（大福交通）への電話予約が必要。
- 駐車場無料(駐車台数75台)

## 参考図書
- 勝山城博物館 『勝山城博物館館蔵品図録』 勝山城博物館 2002年
- 勝山城博物館 『西脇呉石乃世界』勝山城博物館、2008年
- 日本博物館協会 『博物館研究』Vol.50 No.9 日本博物館協会 2015年
- 林淳 『天爵大神福井をゆく―元尾張藩士水谷忠厚の道路開鑿―』勝山城博物館 2015年